# 塞勒姆 (喬治亞州)
塞勒姆（英語：Salem）是位於美國喬治亞州阿普森縣的一個人口普查指定地區。

## 地理
塞勒姆的座標為32°44′55″N 84°11′56″W / 32.74861°N 84.19889°W，而該地最高點為海拔高度156米（即512英尺）。

## 人口
根據2010年美國人口普查的數據，塞勒姆的面積為21.60平方千米，當中陸地面積為21.60平方千米，而水域面積為0.00平方千米。當地共有人口339人，而人口密度為每平方千米15人。